# Monastère de Rakovica
Pour les articles homonymes, voir Rakovica.
Le monastère de Rakovica (en serbe : Манастир Раковица et Manastir Rakovica) est un monastère orthodoxe serbe situé à Belgrade, la capitale de la Serbie, et dans la municipalité urbaine de Rakovica. Il relève de l'archevêché de Belgrade-Karlovci et est dédié aux archanges Saint Michel et Saint Gabriel. En raison de son importance, il est inscrit sur la liste des monuments culturels de grande importance de la République de Serbie (identifiant no SK 20) ; le monastère et son site sont également classés parmi les biens culturels de la Ville de Belgrade,.

## Emplacement
Le monastère, situé rue Patrijarha Dimitrija à Belgrade, se trouve au bord de la Rakovica, un ruisseau de la vallée de la Šumadija entre les collines de Pruževica et de Straževica. Le monastère est clos et comprend le quartier des moines et une église.

## Église

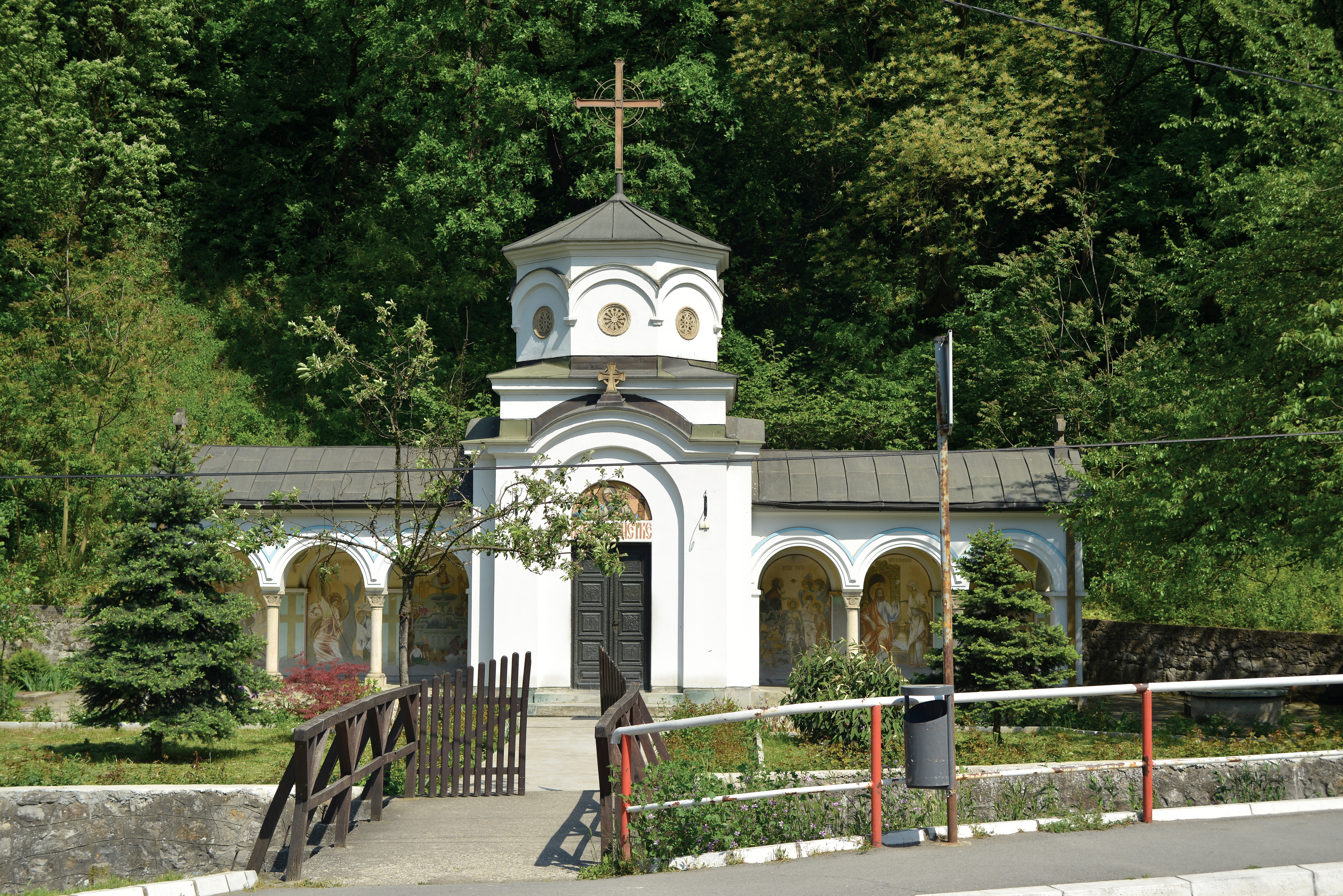
La fontaine de la Sainte-Parascève.

L'église, dédiée à l'archange saint Michel, date de la fin du XVe siècle et du début du XVIe siècle. Elle est construite sur un plan tréflé et dispose de deux niches latérales servant de chœur, ainsi que d'un narthex situé à l'ouest. Sur le plan stylistique, elle est rattachée aux modèles architecturaux de l'école moravienne médiévale. L'église est constituée de couches alternées de briques et de pierres, liées par un mortier de chaux ; une corniche divise la façade de l'église en deux parties inégales. Un dôme, appuyé sur un tambour octogonal, s'élève au-dessus de la nef et un dôme plus petit surmonte le narthex.
L'église a été modifiée dans ses parties supérieures aux XVIIIe et XIXe siècles.
La crypte abrite la tombe familiale de Jevrem et Tomanija Obrenović ainsi que celle du général Milivoje Blaznavac ; le trésor du monastère abrite des icones, des objets en or et des livres anciens datant des XVIIIe et XIXe siècles.
En 1887-1888 une fontaine a été construite devant les portes du monastère ; cette fontaine a été créée par l'architecte Jovan Ilkić. En 1910, un mémorial en l'honneur de Vasa Čarapić, œuvre de l'architecte Kosta J. Jovanović, a été installé à proximité du mur nord de l'église ; une plaque commémorative avec les noms des soldats tués lors des guerres de 1912 et1913 a été installée sur le mur occidental.

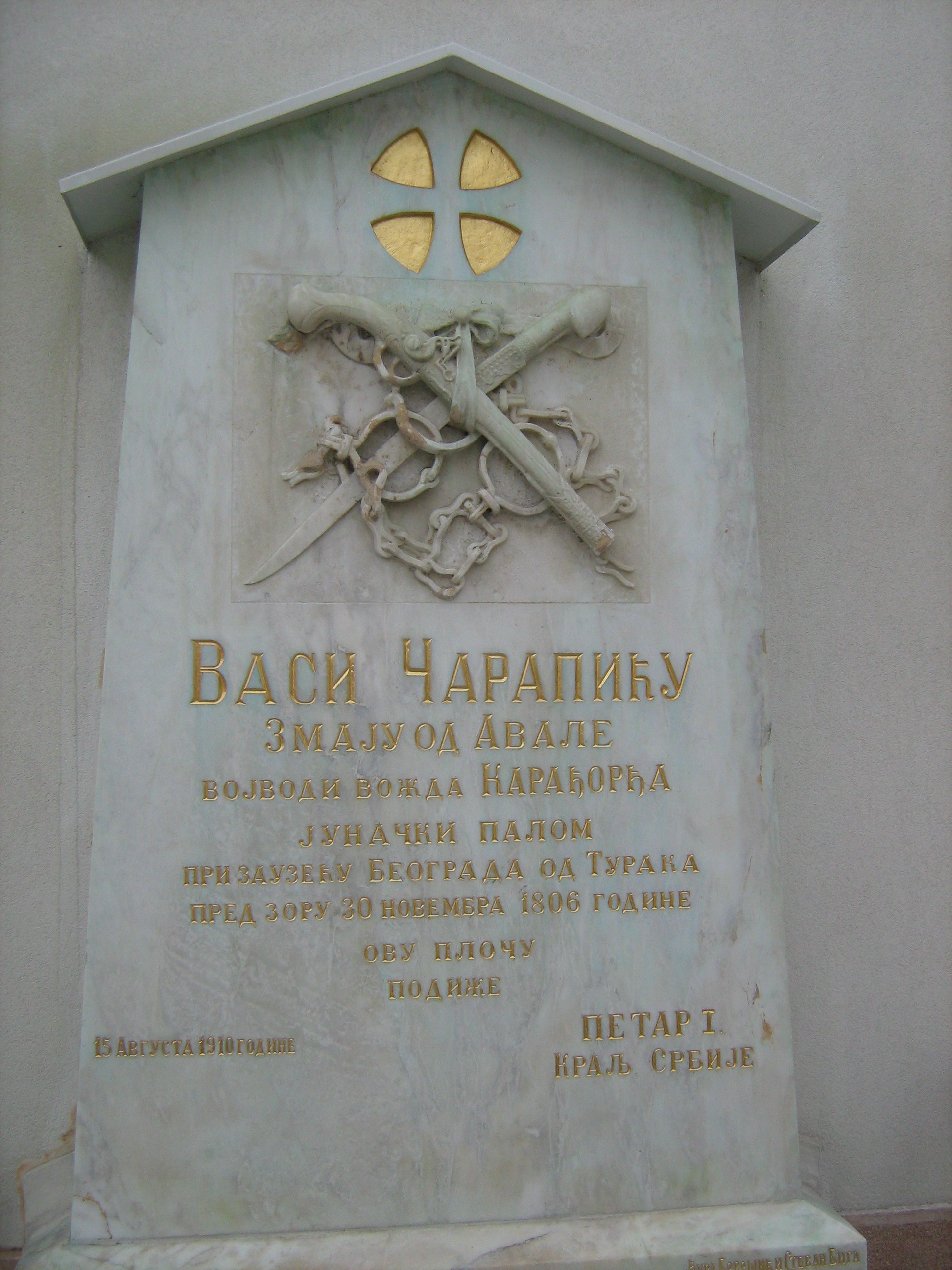
La tombe de Vasa Čarapić.

## Cimetière
Dans le cimetière du monastère sont enterrés les fils du prince Miloš Obrenović Todor et Michel ainsi que d'autres membres de la famille des Obrenović. Vasa Čarapić, un des chefs du premier soulèvement serbe contre les Ottomans, y est enterré. Deux primats de l'Église orthodoxe serbe, le patriarche Dimitrije (1846-1930), qui fut le premier patriarche de l'Église orthodoxe serbe réunifiée, et le patriarche Pavle (1914-2009) sont également inhumés dans le cimetière.

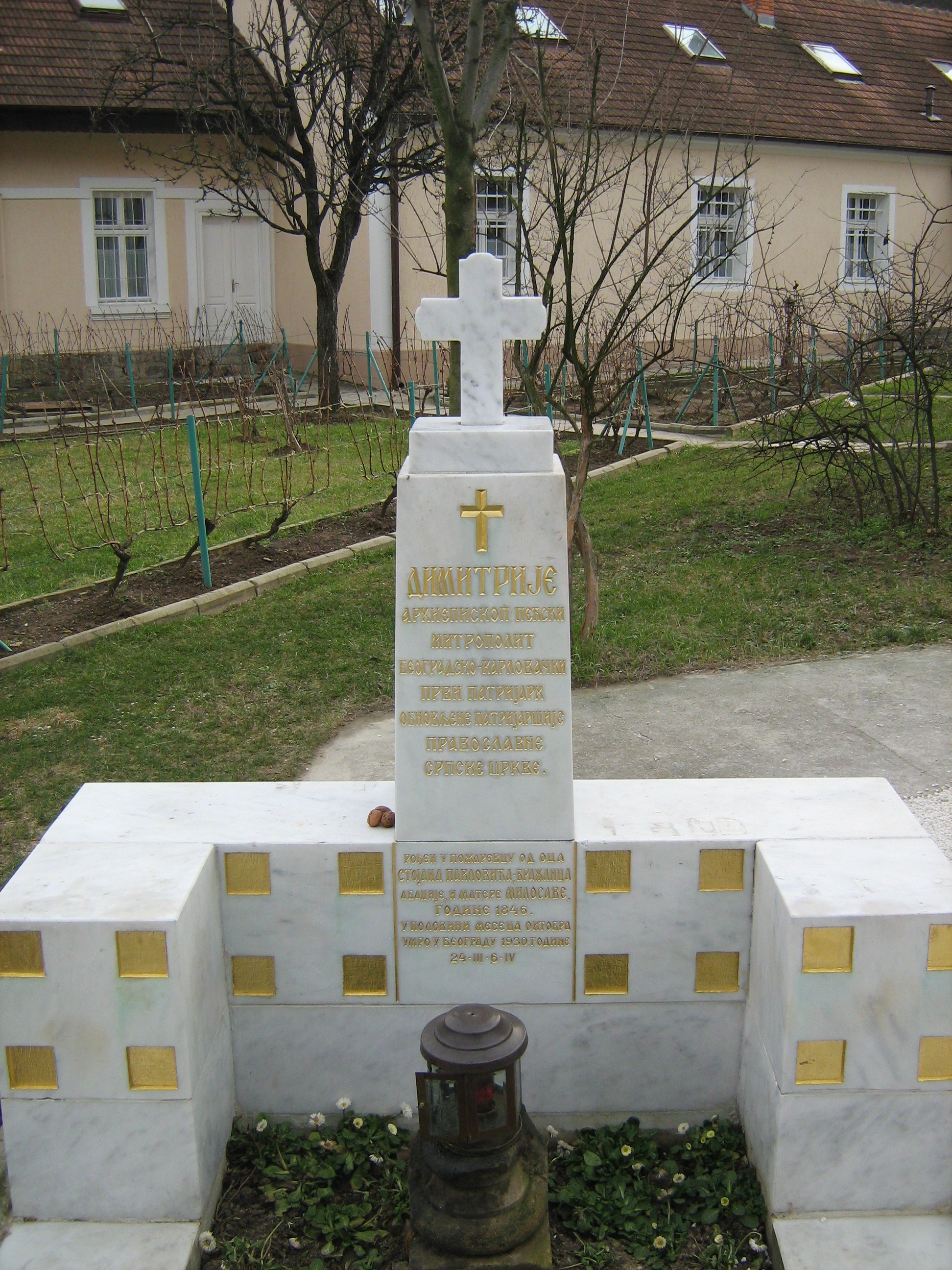
La tombe du patriarche Dimitrije
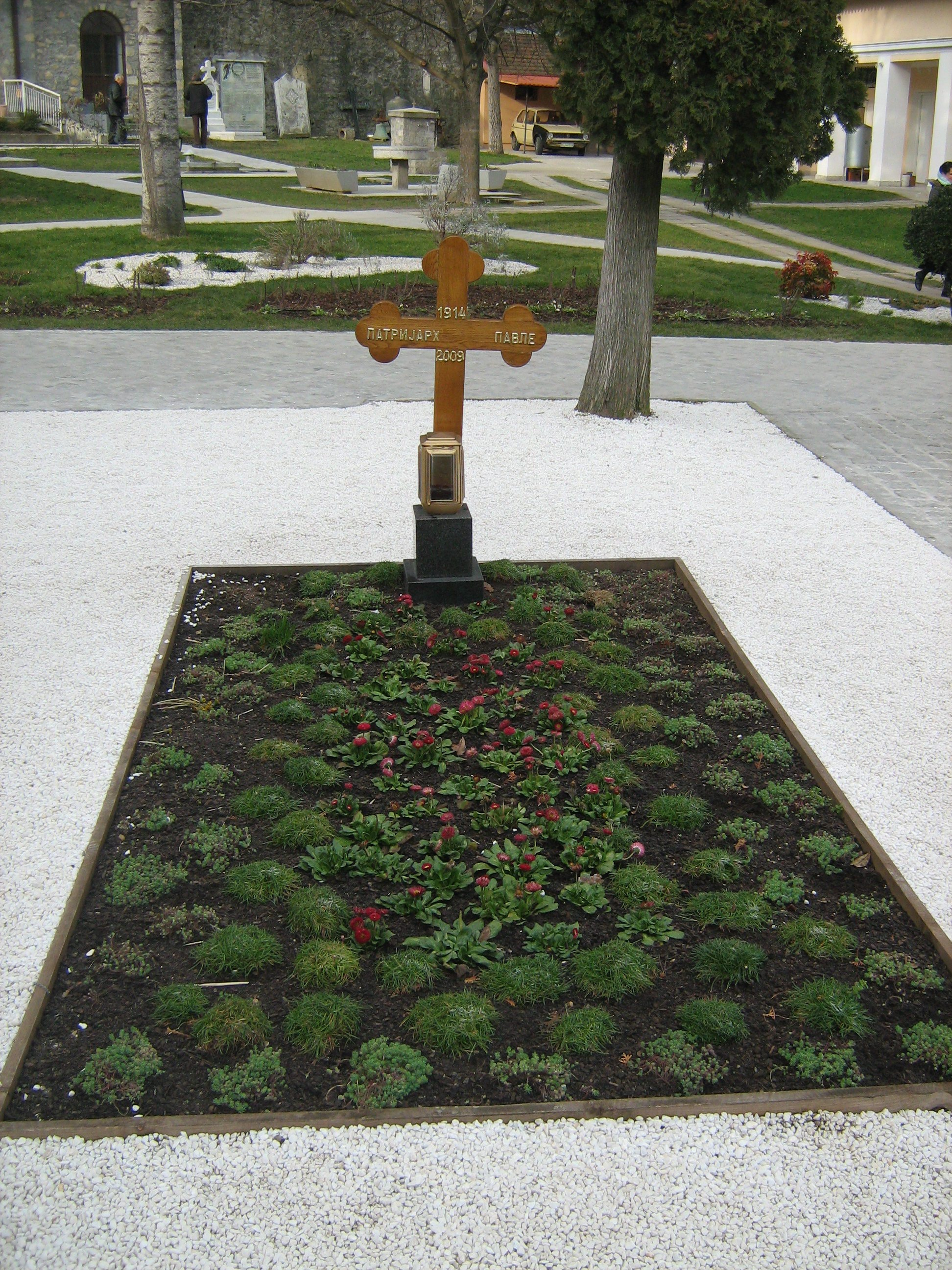
La tombe du patriarche Pavle